# The Early Chapters
The Early Chapters è il primo ed unico EP del gruppo Melodic death metal svedese Soilwork. È stato pubblicato dalla Listenable Records il 20 gennaio del 2004. 

## Caratteristiche
Il CD contiene le seguenti canzoni:
- due cover delle band Deep Purple e Mercyful Fate, rispettivamente Burn ed Egypt;
- la versione demo di Shadow Child, ovvero la registrazione originale della canzone, contenuta anche nel secondo album della band come bonus track per il Giappone;
- due bonus track del primo album del gruppo, ovvero Disintegrated Skies (inserita nel primo album per il Giappone) e la versione live della canzone The Aardvark Trail.

Nonostante Burn, insieme a Disintegrated Skies, fosse stata inserita come traccia bonus giapponese del primo album, l'altra cover, Egypt, non è mai stata inserita in nessun altro album dei Soilwork.
Trattandosi di pezzi registrati molto prima rispetto alla data di pubblicazione dell'EP, lo stile delle canzoni è molto più vicino al sound grezzo e violento dell'album di debutto Steelbath Suicide (1998), che ad altri lavori quasi contemporanei come Figure Number Five (2003) o Stabbing the Drama (2005), i quali presentano una componente melodica molto maggiore, oltre che una produzione notevolmente più tecnica e raffinata.

## Tracce
1. Burn (cover dei "Deep Purple") - 5:44
2. Disintegrated Skies - 3:59
3. Egypt (cover dei "Mercyful Fate") - 5:22
4. Shadow Child (versione demo) - 4:50
5. The Aardvark Trail (versione live) - 4:40

## Formazione
- Björn "Speed" Strid − voce
- Peter Wichers − Chitarra
- Ola Frenning − chitarra
- Ola Flink − basso
- Sven Karlsson − tastiere
- Henry Ranta − batteria